# Arteria musculofrénica
La arteria musculofrénica, musculodiafragmática o diafragmática es una arteria que se origina como rama terminal de la arteria mamaria interna. No presenta ramas.

## Distribución
Se distribuye hacia las paredes torácica y abdominal y el músculo diafragma.